# プランド・ギビング
プランド・ギビング（Planned Giving）とは、寄付者が、遺言を含めて、自分の人生を通じた寄付について計画的に実施すること。米国でシニア層の寄付が進む要因のひとつが、このプランド・ギビング（信託制度を活用した寄付が進みやすくする仕組み。）である。1969年に米国で生まれ、税制上のメリット、特に有価証券や土地の寄付しやすさ、運用益の配当が受けられる制度設計などにより、寄付の促進に大きな貢献をしている。米国の場合、信託残高が約1285億ドル（約12兆円、2008年末）に至っている。 
日本では、現在、税制上の制限から、プランド・ギビング型の信託の設計はできないため、より寄付が進みやすい環境を構築するため、「新しい公共」円卓会議の場や、民間非営利団体からの税制改正要望で｢日本版プランドギビング信託(特定寄付信託)｣の設計要望が出ている。

## 概要
プランド・ギビング先進国の米国では、様々な種類がある。米国の事例では次のようなものである。
- チャリタブル・リメインダー・トラスト（Charitable Remainder Trust）：残余公益信託。残余財産を寄付することを前提に、個人資産を信託化した時点で、キャピタルゲイン課税などが大幅減税されるほか、運用益非課税などの特典があり、信託金額の半額・20年を上限に信託から年金が給付される制度。信託化後の変更は不可。

- チャリタブル・リード・トラスト(Charitable Lead Trust)：公益先行信託。信託化したのち、寄付者の存命中にNPOに寄付を信託から一定比率定期支払いし、信託期間終了後、残余額が委託者乃至委託者の指定する個人に渡される。寄付控除が受けられる。信託化後の変更不可。

その他、チャリタブル・ギフト・アニュイティ（Charitable Gift Annuity）：公益寄付年金、プールド・インカム・ファンド（Pooled Income Fund）：共同出資収益基金などがある。

## 日本の現在の制度との違いとメリット
米国においては、特にプランド・ギビング制度が持つ税制上の恩恵や生前配当(年金)収入の仕組みは、特に退職後の生活設計上魅力的であり、1980年代以後アメリカなどで信託銀行を中心に、資産運用として積極的にシニア層に勧められた経緯がある。一般に言われているメリットとして、次のようなものがある
1. 大口寄付により多大な社会貢献をしている満足感と喜びが生前に得られ、老後が充実する(単なる遺言寄付との違い)、
2. チャリタブル・リメインダー・トラストの様にプランド・ギフトの種類によっては寄付後も将来の定期的年金収入が得られるため、生活設計を立てやすい。
3. 制上の優遇(相続税、所得税、特にキャピタルゲイン課税の特典が大きい等)

日本では、公益信託を設定すると、寄付控除を受けることが可能であるが、次のような制約がある。
1. 公益信託にすると、寄付先の意思決定に関与できない、
2. 公益信託にすると自分への資金還流(運用益の配当)は認められない。

プランドギビングではその両方が可能。また、遺言信託においては、寄付先を自由に決められる反面、寄付控除のメリットが存命中に享受できない。
日本でも、2010年度の新しい公共円卓会議で｢日本版プランドギビング制度｣の創設についての問題提起がなされ、同年3月に公益法人協会からの税制改正要望、同年6月に信託協会からの税制改正要望、及び公益法人協会・日本ファンドレイジング協会・NPO事業サポートセンターの連名による税制改正要望が出されるなど、関心が高まっている。また、2010年8月末に金融庁と文部科学省から財務省への税制改正要望提案として日本版プランドギビングに関連した要望が提出された。
2010年12月の税制改正大綱で日本版プランドギビング信託制度向けの税制優遇措置が採用された。